# Bras (Var)
Bras – miejscowość i gmina we Francji, w regionie Prowansja-Alpy-Lazurowe Wybrzeże, w departamencie Var.
Według danych na rok 1990 gminę zamieszkiwało 1056 osób, a gęstość zaludnienia wynosiła 30 osób/km² (wśród 963 gmin regionu Prowansja-Alpy-W. Lazurowe Bras plasuje się na 373. miejscu pod względem liczby ludności, natomiast pod względem powierzchni na miejscu 274.).